# Naraiv, Berejanî
Naraiv (în ucraineană Нараів) este localitatea de reședință a comunei Naraiv din raionul Berejanî, regiunea Ternopil, Ucraina.

## Demografie
Componența lingvistică a localității Naraiv
     Ucraineană (99,78%)
     Alte limbi (0,23%)
Conform recensământului din 2001, majoritatea populației localității Naraiv era vorbitoare de ucraineană (99,78%), existând în minoritate și vorbitori de alte limbi.